# Bosznia-Hercegovina a 2012. évi nyári olimpiai játékokon
Bosznia-Hercegovina a nagy-britanniai Londonban megrendezett 2012. évi nyári olimpiai játékok egyik részt vevő nemzete volt. Az országot az olimpián 4 sportágban 6 sportoló képviselte, akik érmet nem szereztek.

## Atlétika
Férfi
| Versenyző   | Versenyszám | Selejtező | Selejtező | Döntő    | Döntő    |
| Versenyző   | Versenyszám | Eredmény  | Helyezés  | Eredmény | Helyezés |
| ----------- | ----------- | --------- | --------- | -------- | -------- |
| Kemal Mesić | Súlylökés   | 19,60 m   | 24.       | kiesett  | kiesett  |

Női
| Versenyző    | Versenyszám | Eredmény      | Helyezés      |
| ------------ | ----------- | ------------- | ------------- |
| Lucia Kimani | Maraton     | nem ért célba | nem ért célba |

## Cselgáncs
Férfi
| Versenyző  | Versenyszám  | Selejtező                         | 32-es főtábla     | Nyolcaddöntő      | Negyeddöntő       | Elődöntő          | Vigaszág elődöntő | Bronz- mérkőzés   | Döntő             | Helyezés |
| Versenyző  | Versenyszám  | Ellenfél Eredmény                 | Ellenfél Eredmény | Ellenfél Eredmény | Ellenfél Eredmény | Ellenfél Eredmény | Ellenfél Eredmény | Ellenfél Eredmény | Ellenfél Eredmény | Helyezés |
| ---------- | ------------ | --------------------------------- | ----------------- | ----------------- | ----------------- | ----------------- | ----------------- | ----------------- | ----------------- | -------- |
| Amel Mekić | Félnehézsúly | Hvang Hithe (KOR) · 000(2)–002(1) | kiesett           | kiesett           | kiesett           | kiesett           |                   |                   |                   | 17.      |

## Sportlövészet
Férfi
| Versenyző      | Versenyszám           | Selejtező | Selejtező | Döntő   | Döntő    |
| Versenyző      | Versenyszám           | Pont      | Helyezés  | Pont    | Helyezés |
| -------------- | --------------------- | --------- | --------- | ------- | -------- |
| Nedžad Fazlija | Légpuska              | 585       | 44.       | kiesett | kiesett  |
| Nedžad Fazlija | Sportpuska, fekvő     | 587       | 45.       | kiesett | kiesett  |
| Nedžad Fazlija | Sportpuska, összetett | 1149      | 38.       | kiesett | kiesett  |

## Úszás
Férfi
| Versenyző    | Versenyszám  | Előfutam | Előfutam | Előfutam | Elődöntő | Elődöntő | Elődöntő | Döntő   | Döntő    |
| Versenyző    | Versenyszám  | Idő      | Hely.    | Össz.    | Idő      | Hely.    | Össz.    | Idő     | Helyezés |
| ------------ | ------------ | -------- | -------- | -------- | -------- | -------- | -------- | ------- | -------- |
| Ensar Hajder | 200 m vegyes | 2:05,70  | 4.       | 36.      | kiesett  | kiesett  | kiesett  | kiesett | kiesett  |

Női
| Versenyző      | Versenyszám | Előfutam | Előfutam | Előfutam | Elődöntő | Elődöntő | Elődöntő | Döntő   | Döntő    |
| Versenyző      | Versenyszám | Idő      | Hely.    | Össz.    | Idő      | Hely.    | Össz.    | Idő     | Helyezés |
| -------------- | ----------- | -------- | -------- | -------- | -------- | -------- | -------- | ------- | -------- |
| Ivana Ninković | 100 m mell  | 1:14,04  | 1.       | 41.      | kiesett  | kiesett  | kiesett  | kiesett | kiesett  |